# Appenhäuser Bruch

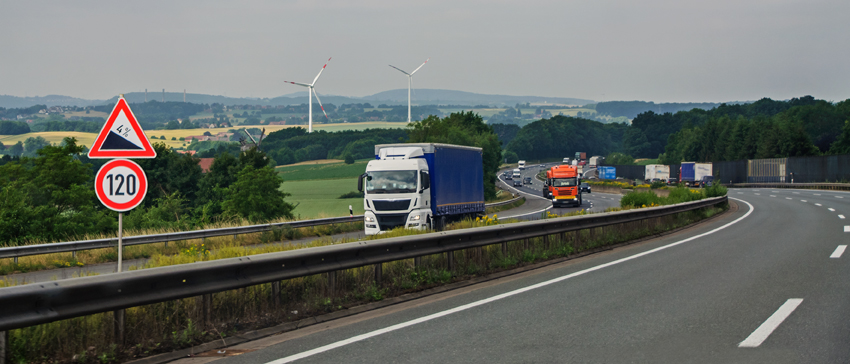
NSG Appenhäuser Bruch südlich der A2

Der Appenhäuser Bruch ist ein Naturschutzgebiet in der Stadt Porta Westfalica. Es ist rund 12,5 Hektar groß und wird unter der Bezeichnung MI-045 geführt.
Das Gebiet liegt nördlich des Ortsteiles Eisbergen und südlich der Autobahn 2.
Die Unterschutzstellung soll zur Erhaltung des vielfältig strukturierten Biotopkomplexes dienen. Das Biotop ist mit seinen naturnahen Weidengebüschen, Bach-Erlen-Eschen-Waldfluren und Tümpeln ein Refugium für seltene Tier- und Pflanzenarten. Es ist insbesondere auch wegen seiner Feucht- und Nasswiesen, Großseggenrieden und Röhrichte schützenswert.